# 1647 au théâtre
| Années du théâtre : 1644 - 1645 - 1646 - 1647 - 1648 - 1649 - 1650    |
| Décennies du théâtre : 1610 - 1620 - 1630 - 1640 - 1650 - 1660 - 1670 |

## Événements
- 22 janvier : après deux précédents échecs, Pierre Corneille est élu à l'Académie française.
- L'acteur Floridor succède à Bellerose à la direction du théâtre de l'Hôtel de Bourgogne à Paris[1].

## Pièces de théâtre publiées
- Pierre Corneille, Héraclius, empereur d'Orient, tragédie, imprimé à Rouen ; et se vend à Paris chez Augustin Courbé, 93 p. (Lire en ligne).
- Montfleury, La mort d’Asdrubal : tragédie, Paris, Antoine de Sommaville, 1647, [4]-91-[1] p. (lire en ligne).
- Nicolas Mary, dit Desfontaines
  - La véritable Sémiramis : tragédie, Paris, Pierre Lamy, VIII-95 p. (Lire en ligne)
  - Bellissante ou la Fidélité reconnue, tragi-comédie, Paris, Pierre Lamy, 107 p. (Lire en ligne).
- Parution à Venise du Roi Rhodolinos, tragédie de l'écrivain grec Joannes Andreas Troilos.

## Pièces de théâtre représentées
- 18 octobre : Den haet en nydt [L'Envie], une des pièces de Willem Ogier de sa série Les Sept Péchés capitaux, est représentée à la chambre de rhétorique De Violieren à Anvers.
- Don Japhet d’Arménie, comédie bouffonne de Paul Scarron (publiée en 1652).
- Héraclius, tragédie de Pierre Corneille.
- Cardenio et Célinde, tragédie allemande d'Andreas Gryphius.
- La Mort d'Asdrubal, tragédie de Montfleury.

## Naissances
- Date précise non connue :
  - Tommaso Stanzani, écrivain, dramaturge et librettiste d'opéra italien, mort le 27 avril 1717.
  - Sakata Tōjūrō I, acteur japonais de théâtre kabuki, mort le 1er novembre 1709.

## Décès
- 21 mai : Pieter Corneliszoon Hooft, homme politique, historien, poète et dramaturge néerlandais, né le 16 mars 1581.